# Sensibilitat química múltiple
La sensibilitat química múltiple (SQM) és una síndrome complexa que es presenta com un conjunt de símptomes vinculats a diversos agents i components que es troben al medi ambient (ambientadors, desinfectants, colònies, suavitzants, etc.). Aquestes reaccions es produeixen per una exposició a nivells tolerats per la majoria de les persones.
Tot i que cada vegada afecta més persones, actualment la SQM no està reconeguda com a malaltia. El fet que la majoria de casos detectats tinguin pocs aspectes comuns i presentin símptomes i graus d'afectació molt diversos fa que aquest trastorn sigui objecte d'intensos debats entre la comunitat científica. Aquest trastorn, molt més freqüent en dones, pot anar associat a la fibromiàlgia i a la síndrome de la fatiga crònica. Segons afirmen algunes teories, aquestes tres afeccions estan relacionades amb processos de sensibilització central que presenten diferents manifestacions clíniques.

## Causes
Es desconeixen les causes de la SQM. S'han proposat molts mecanismes, físics i psicològics, però cap causa directa entre l'exposició a les substàncies químiques a baixes concentracions i els símptomes/efectes descrits ha estat provada científicament.
La majoria d'investigadors estan d'acord en el següent:
- El mecanisme de la SQM està basat en una interacció entre un o més factors fisiològics i psicològics.
- LA SQM s'observa principalment en persones que reaccionen més fàcilment a impactes ambientals externs que altres.

## Símptomes
Els símptomes de la sensibilitat química múltiple són molt diversos i poden afectar diferents sistemes i òrgans. Les qualitats d'aquests símptomes, com la durada, la recurrència i la cronicitat, també acostumen a ser molt variables.
Els sistemes afectats acostumen a ser el sistema nerviós central i perifèric, els òrgans sensorials (oïda i ulls), l'aparell respiratori (nas, boca i coll inclosos), el sistema cardiovascular, endocrí, musculoesquelètic, l'aparell gastrointestinal i el reproductor, la bufeta i la pell.
Els símptomes més freqüents incideixen en els sistemes nerviós central (mal de cap o pressió, fatiga i manca de capacitats cognitives), respiratori i gastrointestinal.
Durant una crisi produïda per l'exposició a algun tòxic, els principals símptomes són: ofec, irritació de la pell, de les mucoses i de les vies respiratòries, cefalea, confusió mental, nàusees, diarrea, fatiga extrema, dolor osteomuscular i malestar general que impedeix continuar en un ambient determinat.

## Diagnòstic
La detecció de la SQM es basa en criteris clínics, és a dir, en el conjunt de símptomes que presenten les persones afectades. No hi ha cap prova analítica ni exploratòria que en confirmi el diagnòstic.
Com a eina de suport el professional sanitari pot utilitzar, entre d'altres, el qüestionari QEESI, que mesura les intoleràncies ambientals i no ambientals i les exposicions encobertes, i en quantifica la gravetat i les repercussions sobre les activitats de la vida diària.

## Tractament
En no conèixer bé les causes de la sensibilitat química múltiple, no es disposa de cap tractament específic. Per això, les intervencions terapèutiques han d'anar encaminades a la millora de la simptomatologia i de la qualitat de vida.
En la SQM és molt important la implicació del pacient en el control de la seva malaltia. Cal evitar reexposicions als productes als quals s'ha perdut la tolerància, per mínima que sigui. Per això, cal modificar els hàbits de vida diària i seguir les recomanacions següents:
- millorar la ventilació i aireig dels domicilis
- evitar ambients humits
- no exposar-se a ambients irritants (gasos, fums)
- consumir aliments ecològics

També es recomana suport simptomàtic i tractar les complicacions de la SQM (entre les quals les psiquiàtriques) amb l'objectiu terapèutic global de reduir les possibles incapacitats de les persones afectades. Els tractaments amb immunoglobulines, teràpia neutralitzant de substàncies químiques i extractes alimentaris, teràpia d'evitació, dietes d'eliminació i nistatina oral (tractament de càndides) s'estan investigant. Tot i així, el quadre pot ser crònic i persistent i reduir la qualitat de vida de les persones afectades